# Festus Ezeli
Ifeanyi Festus Ezeli-Ndulue, né le 21 octobre 1989, à Benin City, au Nigeria, est un joueur nigérian de basket-ball. Il joue au poste de pivot.

## Biographie
Lors de la saison 2012-2013 il joue 78 matches avec une moyenne de 14 minutes par match. En revanche, il manque la totalité de la saison 2013-2014 à cause d'une opération au genou droit.
Il remporte son premier titre NBA en 2015 avec l'équipe des Warriors de Golden State.
En juillet 2016, Ezeli signe aux Trail Blazers de Portland pour 2 ans mais ne joue jamais avec l'équipe en raison d'un problème de santé sur son genou gauche.